# Долішня Оряховиця
Долішня Оря́ховиця (болг. Долна Оряховица) — місто в Великотирновській області Болгарії. Входить до складу общини Горішня Оряховиця.

## Населення
За даними перепису населення 2011 року у місті проживала 2971 особа.
Національний склад населення міста:
| Національність   | Кількість осіб | Відсоток |
| ---------------- | -------------- | -------- |
| болгари          | 2624           | 97,5%    |
| цигани           | 36             | 1,3%     |
| турки            | 11             | 0,4%     |
| інша             | 14             | 0,5%     |
| не визначились   | 6              | 0,2%     |
| Всього відповіли | 2691           |          |

Розподіл населення за віком у 2011 році:
Динаміка населення: